# سارة ريد (مغنية)
سارة ريد (بالإنجليزية: Sarah Reed)‏ هي مغنية أمريكية، ولدت في 1973.

## وصلات خارجية
- سارة ريد على موقع ميوزك برينز (الإنجليزية)
- سارة ريد على موقع ديسكوغز (الإنجليزية)